# Клинохвостый буревестник
Клинохвостый буревестник (лат. Ardenna pacifica) — вид птиц семейства буревестниковых (Procellariidae). Подвидов не выделяют. Ареал простирается по всей тропической части Тихого и Индийского океанов, примерно между 35° с. ш. и 35° ю. ш. Гнездится на островах у берегов Японии, на островах Ревилья-Хихедо, Гавайских, Сейшельских и Северных Марианских островах, а также у берегов восточной и Западной Австралии.

## Описание
Клинохвостый буревестник — самый крупный представитель рода. Длина тела составляет 38—47 см, масса 300—570 г; размах крыльев 97—109 см.

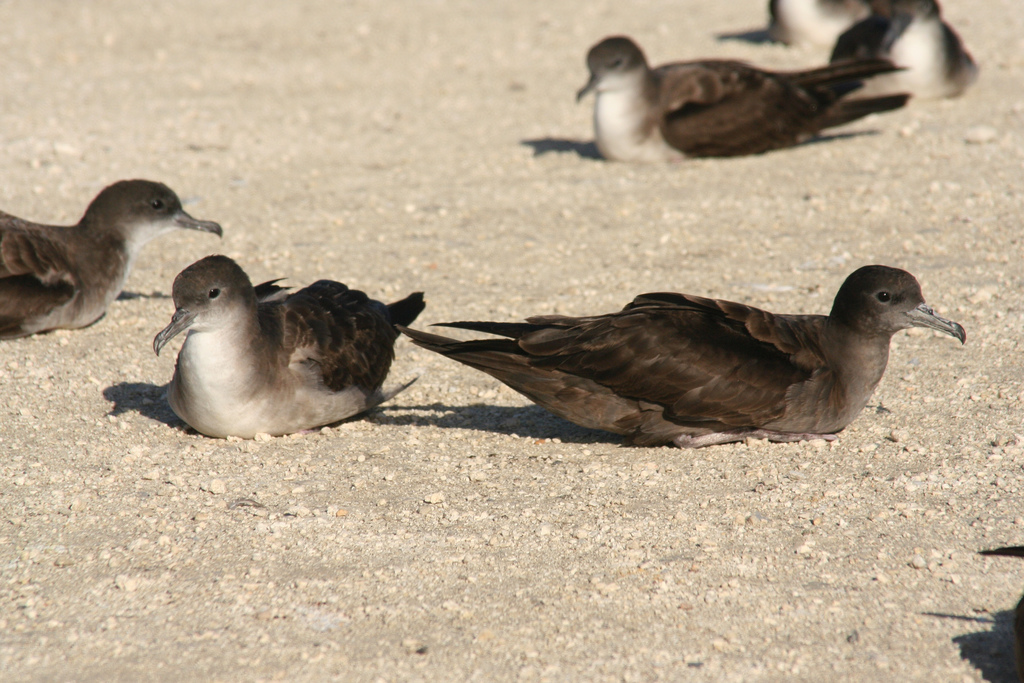
Светлая и тёмная морфы клинохвостого буревестника

Описаны две цветовые морфы этого вида — тёмная и бледная. Птицы бледной морфы преобладают в северной части Тихого океана, а тёмной — в других местах ареала. Однако обе морфы существуют во всех популяциях и не связаны с половой принадлежностью или условиям размножения. У бледной морфы серо-коричневое оперение на спине, голове и верхней части крыльев и более светлое на нижней стороне тела и крыльев. Тёмная морфа имеет тёмно-серо-коричневое оперение по всему телу. Большой клиновидный хвост, который может помогать виду парить. Клюв тёмный, а ноги лососево-розового цвета. Ноги отведены далеко назад от тела (как и у других буревестников) в качестве приспособления для плавания.

## Вокализация
Клиновидные буревестники редко издают звуки в полете. Напротив, на земле или в непосредственной близости от своих туннелей они очень громкие, издавая крики, состоящие из двух разных частей, которые можно записать как «oooooo-er». Пары часто кричат вместе, как для укрепления парной связи, так и для предупреждения незваных гостей о занятой территории. Родители тоже окликают своих птенцов. Гавайское название вида «"ua'u kani"» означает "стонущий буревестник".

## Питание
Клинохвостые буревестники питаются пелагическими рыбами, кальмарами и ракообразными. Их рацион состоит преимущественно из рыбы, из которой чаще всего употребляется барабулевые. Считалось, что этот вид в основном добывает пищу с поверхности, и наблюдения за питанием клинохвостых буревестников показали, что наиболее часто используемым приемом охоты является выхватывание добычи из воды птицами, летящими близко к поверхности воды. Исследование содержимого желудков на Гавайских островах показало, что рацион этих птиц состоит на 67% из рыбы, на 29% из головоногих моллюсков и на 1% из ракообразных.
Однако исследование 2001 года, в котором использовались регистраторы максимальной глубины, показало, что 83% клинохвостых буревестников ныряли во время поисков пищи со средней максимальной глубиной погружения 14 м, и что они могли достигать глубины 66 м.

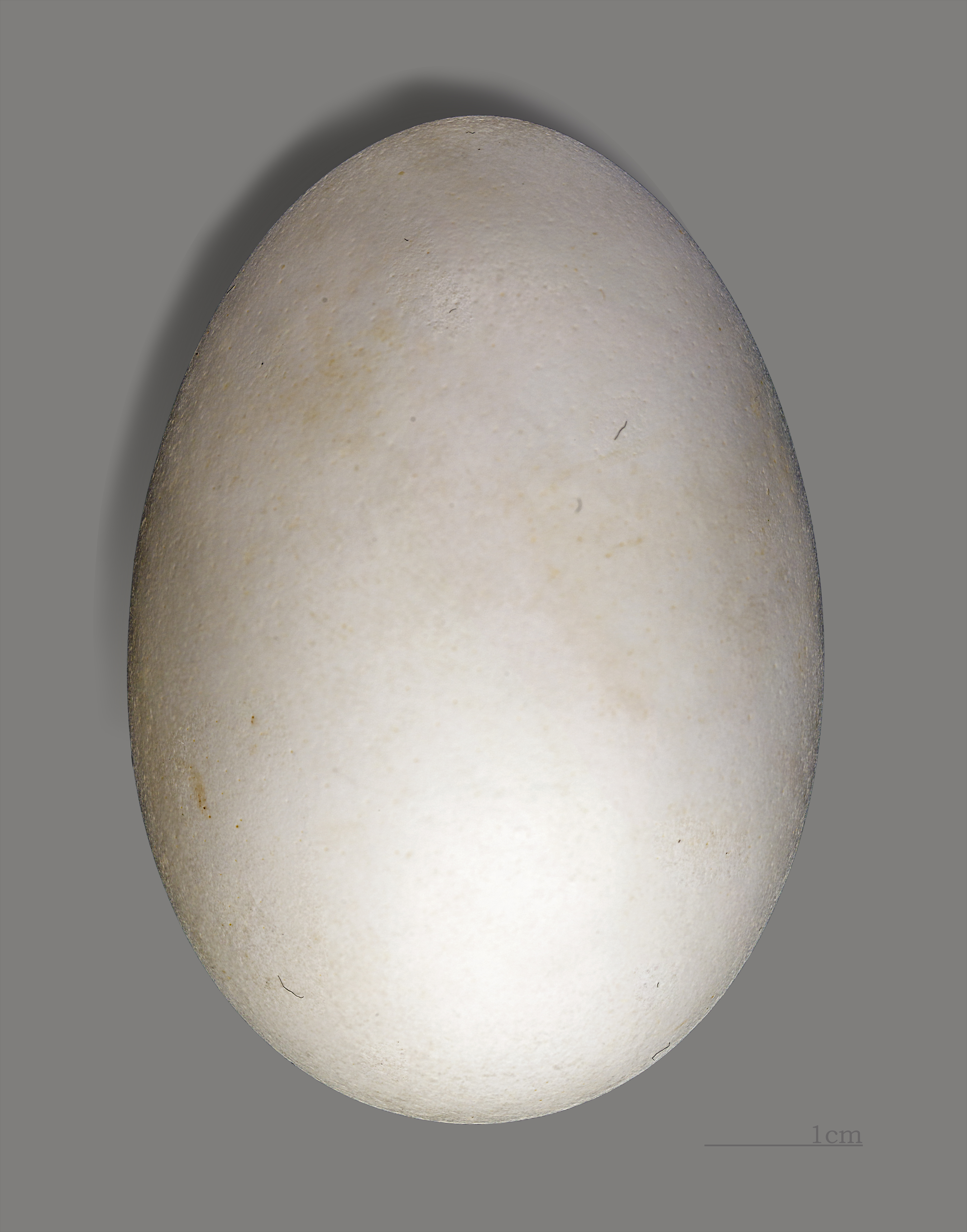
Яйцо клинохвостого буревестника в Тулузском музее

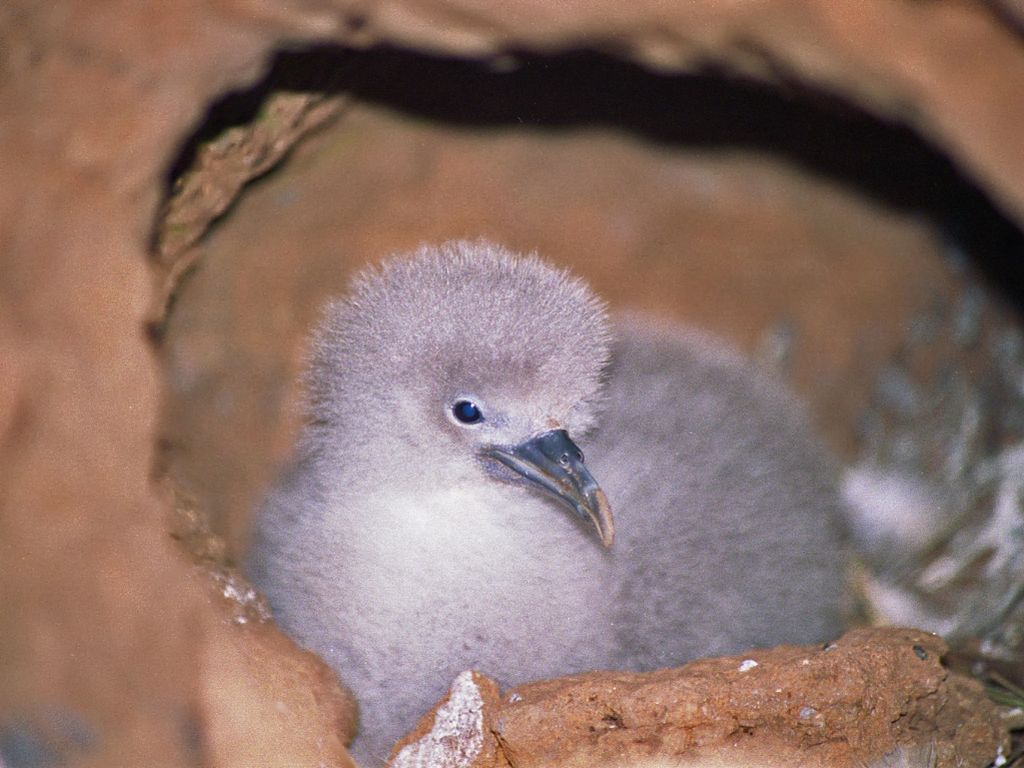
Птенец клинохвостого буревестника в норе

## Размножение
Клинохвостые буревестники гнездятся колониями на небольших тропических островах. Сезоны размножения варьируются в зависимости от местоположения, причем синхронизированные сезоны размножения чаще встречаются в более высоких широтах. Птицы Северного полушария начинают размножаться примерно в феврале, а птицы Южного полушария — примерно в сентябре. Клинохвостые буревестники демонстрируют филопатрию, возвращаясь в свою родную колонию, чтобы начать размножение в возрасте четырех лет.
Клинохвостые буревестники моногамны, образуя парную связь, которая длится несколько лет. Пары расстаются после сезона размножения, который заканчивается неудачей. Клиновидные буревестники сами роют свои собственные норы-туннели длиной от 10 до 235 см, но также используют полости между скалами и иногда откладывают яйца на земле в местах, затененных растительностью. Оба пола участвуют в рытье норы или ремонте прошлогодней норы. Используются также гнездовые норы других видов. Сезон размножения бонинского тайфунника на Гавайях рассчитан так, чтобы избежать сезона размножения клинохвостых буревестников; в годы, когда птенцы бонинского тайфунника все еще находятся в норах при возвращении клинохвостых буревестников для размножения, этих птенцов убивают или выселяют. Он посещает колонии ночью, хотя не размножающихся особей часто можно увидеть на поверхности в течение дня, а гнездящиеся птицы отдыхают вне своих нор перед откладкой яиц.
Гнездо набивается пучками травы. Единственное отложенное яйцо белого цвета имеет размеры 61 на 41 мм и весит около 60 граммов. Если это яйцо утрачивается, то пара не будет пытаться сделать еще одну кладку в данном сезоне. Инкубация продолжается от 48 до 63 дней. Оба родителя попеременно насиживают яйцо, промежутки между сменой насиживающего родителя могут продолжаться до 13 дней. Птенцы покрыты пухом от коричневато-серого до светло-серого цвета. Родители согревают птенцов в течение первых 2—3 дней жизни и кормят каждые 1—7 дней.
Однако, как правило, отсутствие одного из родителей в поисках пищи заканчивается в течение дня. После появления у птенца способности к терморегуляции его оставляют одного в гнезде, пока оба родителя охотятся за пищей. Оперение происходит через 103—115 дней, когда птенец весит от 392 до 440 граммов. Однако он достигает своего максимального веса, от 500 до 575 граммов (тяжелее, чем взрослые особи), в возрасте 77 дней.
Птенцов кормят как свежими кальмарами, рыбой и крилем, так и энергетически богатом лёгким маслом (Желудочное масло), которое птицы вырабатывают в своём железистом желудке.